# Ramo Matsuo
O Ramo Matsuo (松殿, Matsuodono) também conhecido como Ramo Matsudono ou Ramo Matsudo foi um ramo dos Hokke que por sua vez era um ramo do clã Fujiwara fundado por Fujiwara no Motofusa o segundo filho de Fujiwara no Tadamichi o nome do ramo se originou do nome da casa onde Motofusa nasceu e que literalmente significa Salão de Pinho.

## História
Em 1179 após a morte de Taira no Moriko (viúva do Kanpaku Fujiwara no Motozane), a propriedade e os documentos do Daijō Daijin e Kanpaku que ficaram sob os cuidados dela foram transferidos, por ordem do Imperador em clausura Go-Shirakawa para Motofusa, irmão mais velho de Motozane sem consultar Taira no Kiyomori (que desde o final da Rebelião Heiji havia assumido o controle do governo com punhos de ferro). Sabendo que Go-Shirakawa tomou essas medidas, e pensando que essas ações estavam ligadas de alguma forma ao que ocorrera dois anos antes no Incidente Shishigatani (quando Go-Shirakawa tentou afastar os Taira do poder), Kiyomori imediatamente mobilizou suas tropas e deixou Fukuhara rumo a capital. Kiyomori conseguiu com que Motofusa fosse transferido para Dazaifu em 1183 e que seu filho Moroie se tornasse o novo Kanpaku.
Com a morte de Motozane, Motofusa deveria se tornar o líder dos  Fujiwara, mas a intriga com Kiyomori fez com que seu primeiro filho Fujiwara no Tadataka assumisse a liderança do Clã. Sem poder contar com a liderança dos Fujiwara, Motofusa da início a um novo ramo e cria o Ramo Matsuo.

## Líderes do Clã
1. Fujiwara no Motofusa
2. Matsudono Moroie
3. Matsudono Tadafusa
4. Matsudono Yoshitsugu
5. Matsudono Fuyufusa